# David Hubel
David Hunter Hubel (ur. 27 lutego 1926 w Windsorze, Ontario, zm. 22 września 2013 w Lincoln, Massachusetts) – kanadyjski naukowiec, neurofizjolog, profesor Harvard Medical School w Bostonie. W 1981 roku został wraz z Torstenem Wieselem laureatem Nagrody Nobla w dziedzinie fizjologii lub medycyny. Naukowcy zostali uhonorowani za badania dotyczące przetwarzania informacji w układzie wzrokowym. Trzecim laureatem (1/2) był Roger Wolcott Sperry, nagrodzony za prace dotyczące rozdzielonego mózgu.